# Dänschendorf auf Fehmarn
Dänschendorf ist ein Dorf auf der Insel Fehmarn und ein Stadtteil der Stadt Fehmarn im Kreis Ostholstein in Schleswig-Holstein. 

## Geschichte
Der Name der Gemeinde Dänschendorf wurde am 1. Januar 1975 amtlich in Dänschendorf auf Fehmarn geändert.

## Lage
Dänschendorf liegt im Nordwesten von Fehmarn, die Entfernung zur Küste beträgt etwa drei Kilometer. Der Name des Dorfes weist auf die frühere Zugehörigkeit Fehmarns (dänisch: Femern) zu Dänemark von 1320 bis 1864 hin.

## Sehenswertes
Sehenswert ist in Dänschendorf neben einigen Bauernhöfen aus dem 18. Jahrhundert die mit Reet gedeckte Windmühle Flink Laura. Sie wurde 1871 erbaut, dient heute jedoch ausschließlich zu Wohnzwecken und hat keine Flügel mehr. Die Mühle erhebt sich am südlichen Rand des Dorfes unweit der Landstraße nach Petersdorf. Auf Fehmarn standen ursprünglich 17 Windmühlen, von denen jedoch außer der Flinken Laura nur noch die Südermühle in Petersdorf sowie die Holländerwindmühle Jachen Flünk in Lemkenhafen erhalten sind.
Dänschendorf verfügt über diverse Ferienwohnungen.
Im Ortskern befinden sich zwei Dorfteiche, die von Grünanlagen umgeben sind.